# Albertine Meunier
Albertine Meunier est le nom d'artiste de Catherine Ramus depuis 2004 (Albertine s'appelait précédemment Cathbleue). 
Elle pratique l’art numérique  depuis 1998 et utilise Internet comme matériau de création. Elle explore l’essence d’une poésie, d’une esthétique du numérique et des réseaux. Elle cultive les formes simples, minimales, semblant parfois «bricolées», volontairement loin de l’hyper-technicité de certains dispositifs numériques. Ces travaux questionnent, autant de manière critique que ludique,, les grands acteurs de l’internet tel que Google, Twitter ou Facebook et le nouveau monde qui nous entoure. 
Elle tente dans ses recherches et pièces créées à révéler l’invisible ou la poésie des choses numériques. Elle développe son travail plus particulièrement autour des data.

## Pièces artistiques
Albertine Meunier est DataDada,,; Le DataDada est un  mouvement artistique lancé en 2014 avec Julien Levesque. Le Manifeste DataDaDa est un texte écrit le vendredi 13 juin 2014 par Albertine Meunier et Julien Levesque, et diffusé ce même jour sur Twitter, pour le premier événement de présentation publique de DataDada à Futur en seine 2014. Par ce manifeste, Albertine Meunier et Julien Levesque exprime leur opposition à la transformation de la Data comme un simple fait numérique, et souhaite enrobée la Data de l'influence des Dada, mouvement artistique du XXe siècle.  Par le biais de ce manifeste, il crée ainsi un nouveau mouvement artistique: Le DataDada. Est déclaré DataDada tout nouvelle œuvre qui possède en elle de la data (donnée numérique) avec un grain de dadaïsme.
En 2016, elle fête, avec le collectif DataDada les 100 ans de Dada pendant le DadaData Hackathon au Cabaret Voltaire. Le mouvement DataDada prend alors son envol et s’inscrit dans la lignée du mouvement Dada.
Albertine Meunier s’intéresse particulièrement à diffuser les dessous de la Data et des GAFA. 
Elle s'intéresse depuis de nombreuses années aux données personnelles capturées sur tout un chacun sur Internet. Dès 2006, elle lance le projet My Google Search History,, d'abord sous la forme d'un grand inventaire textuel, sonore et vidéo, puis sous la forme d'une collection de livres édités en 2011 et 2016. On y découvre toutes les recherches qu'elle fait sur Google.
En 2016, Albertine Meunier devient Chevalier de la Légion d’honneur .
En 2018, elle interroge une nouvelle fois nos usages du Net mais cette fois-ci en chanson : elle produit l’album 33 tours French Data Touch, un ensemble de chansons composées et écrites tout spécialement pour parler avec légèreté et décalage de la data, de l'intelligence artificielle et de la technologie qui nous entoure. 
En 2017, elle crée avec Filipe Vilas-Boas et Sylvia Fredriksson, le Casino Las Datas,. Pensé comme un espace de distraction massif, le Casino Las Datas est une salle de jeu remplie de machines à sous personnalisées avec l'iconographie d’Internet, et matérialise l’espace Internet où chacun joue à confier ses données. En fonction des données qu’ils acceptent de livrer à l’entrée - email, numéro de téléphone, ID twitter, etc. - les visiteurs obtiennent un seau de jetons plus ou moins garni. 
En 2016, elle crée le Livre Infini, un livre entièrement blanc dont le contenu du livre n'apparaît que lorsque l'on tourne les pages du livre.
En 2014, elle édite le livre Les Dessous de L.H.O. révélant un ready made hack qu'elle réalise sur le Knowledge Graph de Google sur l’œuvre emblématique de Marcel Duchamp L.H.O.O.Q (via des modifications introduisant des informations fausses sur Freebase, la base de données qui sert à l'élaboration des résultats)..
Dès 2009, elle réalise un grand nombre d’œuvres artistiques connectées à Internet, de L'Angelino, pièce historique réalisée en 2009 qui annonce quand un ange passe sur Twitter (c'est-à-dire quand le mot ange est publié sur le site), à Au-delà de 1 m/s en passant par Mona L.H.O qui s'intéresse de manière critique au marché de l'art, via l'indice publié de Art Price, le AMCI.
Un autre travail, cette fois autour des données du génome: 200 grammes d'ADN critique de manière ludique la société 23andMe ou encore autour des données stockées par Twitter avec l'installation Sweet.
Elle est l'initiatrice de l'atelier d'initiation à Internet Tea Time With Albertine qui deviendra le projet Hype(r)Olds,,, atelier internet et multimédia destiné à des femmes de plus de 77 ans.
En 2007, elle a collaboré avec les artistes Yann Le Guennec et Olivier Auber, notamment auteur du Générateur Poïétique, sur la pièce la Big Picture, permettant de suivre visuellement toutes les mises à jour des statuts d'amis sur Facebook, de manière collective ou individuelle.

## Expositions
Les travaux d'Albertine Meunier ont été montrés dans des festivals et expositions en France et à l'étranger
- En 2007 à Mobile Exposure of Microcinema International  et au 11th International Video Festival Videomedeja en Serbie[24]
- En 2008 lors de l'exposition collective Système C – Un festival de la coïncidence à Mains d'œuvres (Saint-Ouen)[25], au Centre Pompidou lors du Web Flash Festival et du Pocket Films Festival[26]
- En décembre 2009 l'exposition Albertine toujours pas disparue ! a eu lieu à la Bibliothèque nationale de France
- En 2011, elle présente A petits pas vers l'Annonciation, un ballet d'Angelinos lors de l'exposition AFK[27] au Forum d'art contemporain à Luxembourg
- En 2013, elle présente le Pegman Coin[28] au Forum d'Avignon
- En 2014,  elle présenté My Google Search History[29], puis les Trucs[30] du collectif Microtruc sur l'Espace Virtuel du Jeu de Paume
- En 2015, elle présente le Livre Infini et l’Angelino à la Journée du Patrimoine Quai d'Orsay - Quai d'Orsay, Paris, France
- En 2016, elle participe aux 100 ans de Dada au DadaData Hackathon - Cabaret Voltaire, Zurich, Suisse.
- En 2017, elle présente le Livre Infini au Collèges des Bernardins dans le cadre de “Questions d’artistes”, Paris, France.   Elle présente également le projet My Google Search History dans le cadre de l’exposition Terra Data - Cité des Sciences et de l'Industrie, Paris, France
- En 2018, Elle sort l’album French Data Touch et chante pour la première fois sur scène lors de l'évènement les Pouvoirs de l'émotion - Centre Pompidou, Paris, France

## Honneur et distinction
30 décembre 2016 : Chevalier de la Légion d'honneur 